# Енріко Гароццо
Енріко Гароццо (італ. Enrico Garozzo; нар. 21 липня 1989 року, Катанія, Італія) — італійський фехтувальник (шпага), срібний призер Олімпійських ігор 2016 року в командній шпазі, призер чемпіонатів світу та Європи.

## Виступи на Олімпіадах
| Олімпіада           | Дисципліна          | Місце |
| ------------------- | ------------------- | ----- |
| Ріо-де-Жанейро 2016 | індивідуальна шпага | 9     |
| Ріо-де-Жанейро 2016 | командна шпага      | 2     |
| Токіо 2020          | індивідуальна шпага | 20    |
| Токіо 2020          | командна шпага      | 7     |